# Discografia di Madonna
La discografia di Madonna è composta da 14 album registrati in studio, 6 raccolte, 3 colonne sonore, 5 album dal vivo e 11 extended play. Ad oggi Madonna ha venduto oltre 400 milioni tra album e singoli.

## Album

### Album in studio
| Anno | Album | Posizioni massime in classifica | Posizioni massime in classifica | Posizioni massime in classifica | Posizioni massime in classifica | Posizioni massime in classifica | Posizioni massime in classifica | Posizioni massime in classifica | Posizioni massime in classifica | Posizioni massime in classifica | Posizioni massime in classifica | Posizioni massime in classifica | Posizioni massime in classifica | Certificazioni | Vendite                       |
| Anno | Album | USA                             | AUS                             | AUT                             | CAN                             | FRA                             | GER                             | ITA                             | NL                              | NZ                              | SVE                             | SVI                             | UK                              | Certificazioni | Vendite                       |
| ---- | --- | ------------------------------- | ------------------------------- | ------------------------------- | ------------------------------- | ------------------------------- | ------------------------------- | ------------------------------- | ------------------------------- | ------------------------------- | ------------------------------- | ------------------------------- | ------------------------------- | --- | ----------------------------- |
| 1983 | Madonna - Pubblicazione: 27 luglio 1983 - Etichetta: Sire Records - Formati: vinile, musicassetta CD                                                  | 8                               | 16                              | 15                              | 8                               | 8                               | 28                              | 8                               | 7                               | 6                               | 43                              | —                               | 6                               | - USA: Platino (5) - AUS: Platino (3) - FRA: Platino - GER: Oro - ITA: Oro - NLD: Platino - SPA: Oro - UK: Platino                                                                                    | Vendite mondiali: 11.000.000+ |
| 1984 | Like a Virgin - Pubblicazione: 12 novembre 1984 - Etichetta: Sire Records, Warner Music Group - Formati: vinile, musicassetta, CD                     | 1                               | 2                               | 3                               | 3                               | 5                               | 1                               | 1                               | 7                               | 6                               | 3                               | 3                               | 1                               | - USA: Diamante - AUS: Platino (7) - CAN: Diamante - FRA: Platino (2) - GER: Oro (3) - ITA: Platino (2) - SPA: Platino - SVI: Platino (2) - UK: Platino (3)                                           | Vendite Mondiali: 21.000.000+ |
| 1986 | True Blue - Pubblicazione: 30 giugno 1986 - Etichetta: Warner Music Group - Formati: vinile, musicassetta, CD                                         | 1                               | 1                               | 2                               | 1                               | 2                               | 1                               | 1                               | 1                               | 1                               | 2                               | 1                               | 1                               | - USA: Platino (7) - AUS: Platino (4) - CAN: Diamante - FRA: Diamante - GER: Platino (2) - ITA: - Platino (4) - Oro (dal 2009) - NLD: Platino - SPA: Platino (3) - SVI: Platino (3) - UK: Platino (7) | Vendite mondiali: 25.000.000+ |
| 1989 | Like a Prayer - Pubblicazione: 21 marzo 1989 - Etichetta: Warner Music Group - Formati: vinile, musicassetta, CD                                      | 1                               | 4                               | 1                               | 2                               | 1                               | 1                               | 1                               | 1                               | 2                               | 1                               | 2                               | 1                               | - USA: Platino (4) - AUS: Platino (4) - CAN: Platino (5) - FRA: Platino (2) - GER: Oro (3) - NLD: Platino - SPA: Platino (4) - SVI: Platino (2) - UK: Platino (4)                                     | Vendite mondiali: 16.000.000+ |
| 1992 | Erotica - Pubblicazione: 20 ottobre 1992 - Etichetta: Maverick Records - Formati: vinile, musicassetta, CD                                            | 2                               | 1                               | 10                              | 4                               | 1                               | 5                               | 2                               | 13                              | 5                               | 6                               | 5                               | 2                               | - USA: Platino (2) - AUS: Platino (3) - CAN: Platino (2) - GER: Oro - NLD: Oro - SPA: Platino - SVI: Oro - UK: Platino (2)                                                                            | Vendite mondiali: 7.000.000+  |
| 1994 | Bedtime Stories - Pubblicazione: 20 ottobre 1994 - Etichetta: Maverick Records - Formati: vinile, musicassetta, CD                                    | 3                               | 1                               | 7                               | 7                               | 2                               | 4                               | 2                               | 13                              | 5                               | 5                               | 7                               | 2                               | - USA: Platino (3) - AUS: Platino (2) - CAN: Platino (2) - FRA: Oro (2) - GER: Platino - ITA: Platino (2) - NLD: Oro - SPA: Platino - SVI: Oro - UK: Platino                                          | Vendite mondiali: 8.000.000+  |
| 1998 | Ray of Light - Pubblicazione: 2 marzo 1998 - Etichetta: Maverick Records - Formati: vinile, musicassetta, CD                                          | 2                               | 1                               | 2                               | 1                               | 2                               | 1                               | 2                               | 1                               | 1                               | 2                               | 1                               | 1                               | - USA: Platino (4) - AUS: Platino (3) - CAN: Platino (7) - FRA: Platino (3) - GER: Platino (3) - ITA: Platino (5) - NLD: Platino (3) - SPA: Platino (3) - SVI: Platino (3) - UK: Platino (6)          | Vendite mondiali: 20.000.000+ |
| 2000 | Music - Pubblicazione: 18 settembre 2000 - Etichetta: Maverick Records - Formati: vinile, musicassetta, CD                                            | 1                               | 2                               | 1                               | 1                               | 1                               | 1                               | 1                               | 1                               | 2                               | 1                               | 1                               | 1                               | - USA: Platino (3) - AUS: Platino (3) - CAN: Platino (3) - FRA: Platino (2) - GER: Platino (2) - NLD: Platino (2) - SPA: Platino (2) - SVI: Platino (2) - UK: Platino (5)                             | Vendite mondiali: 13.000.000+ |
| 2003 | American Life - Pubblicazione: 18 aprile 2003 - Etichetta: Maverick Records - Formati: vinile, musicassetta, CD                                       | 1                               | 3                               | 1                               | 1                               | 1                               | 1                               | 1                               | 3                               | 2                               | 1                               | 1                               | 1                               | - USA: Platino - AUS: Platino - CAN: Platino - FRA: Platino - GER: Platino - NLD: Oro - SPA: Oro - SVI: Platino - UK: Platino                                                                         | Vendite mondiali: 5.000.000+  |
| 2005 | Confessions on a Dance Floor - Pubblicazione: 11 novembre 2005 - Etichetta: Warner Music Group - Formati: vinile, musicassetta, CD, download digitale | 1                               | 1                               | 1                               | 1                               | 1                               | 1                               | 1                               | 1                               | 5                               | 1                               | 1                               | 1                               | - USA: Platino - AUS: Platino (2) - CAN: Platino (5) - FRA: Diamante - GER: Platino (3) - ITA: Platino (4) - NLD: Platino - SPA: Platino (2) - SVI: Platino (3) - UK: Platino (4)                     | Vendite mondiali: 13.000.000+ |
| 2008 | Hard Candy - Pubblicazione: 25 aprile 2008 - Etichetta: Warner Music Group - Formati: vinile, musicassetta, CD, download digitale                     | 1                               | 1                               | 1                               | 1                               | 1                               | 1                               | 1                               | 1                               | 5                               | 1                               | 1                               | 1                               | - USA: Oro - AUS: Platino - CAN: Platino - FRA: Platino - GER: Platino - NLD: Platino - SPA: Oro - SVI: Platino - UK: Platino                                                                         | Vendite mondiali: 5.000.000+  |
| 2012 | MDNA - Pubblicazione: 26 marzo 2012 - Etichetta: Interscope Records - Formati: vinile, CD, download digitale                                          | 1                               | 1                               | 3                               | 1                               | 2                               | 3                               | 1                               | 1                               | 3                               | 1                               | 2                               | 1                               | - USA: Oro - AUS: Oro - FRA: Platino - GER: Oro - ITA: Platino - NLD: Oro - SPA: Oro - UK: Oro | Vendite mondiali: 2.000.000+  |
| 2015 | Rebel Heart - Pubblicazione: 10 marzo 2015 - Etichetta: Interscope Records - Formati: vinile, CD, download digitale                                   | 2                               | 1                               | 1                               | 1                               | 3                               | 1                               | 1                               | 1                               | 7                               | 10                              | 1                               | 2                               | - FRA: Oro - ITA: Platino - UK: Oro |                               |
| 2019 | Madame X - Pubblicazione: 14 giugno 2019 - Etichetta: Interscope Records - Formati: vinile, CD, download digitale                                     | 1                               | 2                               | 2                               | 2                               | 4                               | 5                               | 2                               | 2                               | 5                               | 10                              | 2                               | 2                               | - ITA: Oro - UK: Argento |                               |
|      | "—" indica che l'album non si è classificato in quel Paese.                                                                                           |                                 |                                 |                                 |                                 |                                 |                                 |                                 |                                 |                                 |                                 |                                 |                                 | |                               |

### Colonne sonore
| Anno                                                        | Dettagli | Posizioni massime in classifica | Posizioni massime in classifica | Posizioni massime in classifica | Posizioni massime in classifica | Posizioni massime in classifica | Posizioni massime in classifica | Posizioni massime in classifica | Posizioni massime in classifica | Posizioni massime in classifica | Posizioni massime in classifica | Posizioni massime in classifica | Posizioni massime in classifica | Certificazioni | Vendite                      |
| Anno                                                        | Dettagli | USA                             | AUS                             | AUT                             | CAN                             | FRA                             | GER                             | ITA                             | NL                              | NZ                              | SVE                             | SVI                             | UK                              | Certificazioni | Vendite                      |
| ----------------------------------------------------------- | --- | ------------------------------- | ------------------------------- | ------------------------------- | ------------------------------- | ------------------------------- | ------------------------------- | ------------------------------- | ------------------------------- | ------------------------------- | ------------------------------- | ------------------------------- | ------------------------------- | --- | ---------------------------- |
| 1987                                                        | Who's That Girl - Pubblicazione: 21 luglio 1987 - Etichetta: Sire Records - Formati: vinile, cassette, CD    | 7                               | —                               | 5                               | 4                               | 2                               | 1                               | 2                               | 1                               | 6                               | 4                               | 4                               | —                               | - USA: Platino - FRA: Platino (2) - GER: Oro - ITA: Platino (2) - NLD: Oro - SPA: Platino - SVI: Oro - UK: Platino                    | Vendite Mondiali: 6.500.000+ |
| 1990                                                        | I'm Breathless - Pubblicazione: 22 maggio 1990 - Etichetta: Sire Records - Formati: vinile, musicassetta, CD | 2                               | 1                               | 5                               | 2                               | 3                               | 1                               | 2                               | 5                               | 2                               | 4                               | 3                               | 2                               | - USA: Platino (2) - AUS: Platino - CAN: Platino (2) - FRA: Oro (2) - GER: Oro - NLD: Oro - SPA: Platino (2) - SVI: Oro - UK: Platino | Vendite Mondiali: 8.000.000  |
| 1996                                                        | Evita - Pubblicazione: 25 ottobre 1996 - Etichetta: Sire Records - Formati: CD, musicassetta                 | 2                               | 5                               | 1                               | 5                               | —                               | 2                               | 2                               | 6                               | 6                               | 5                               | 1                               | 1                               | - USA: Platino (5) - AUS: Platino - GER: Platino - NLD: Oro - SPA: Oro - SVI: Platino - UK: Platino (2)                               | Vendite Mondiali: 12.000.000 |
| "—" indica che l'album non si è classificato in quel Paese. | |                                 |                                 |                                 |                                 |                                 |                                 |                                 |                                 |                                 |                                 |                                 |                                 | |                              |

#### Brani cantati originariamente per le colonne sonore
- 1985: Crazy for You - ha inciso i brani Crazy for You e Gambler
- 1985: Cercasi Susan disperatamente - ha inciso il brano Into the Groove
- 1986: A distanza ravvicinata - ha inciso il brano Live to Tell
- 1987: Who's That Girl - ha inciso i brani Who's That Girl, Causing a Commotion, Can't Stop e The Look of Love
- 1989: I maledetti di Broadway - ha inciso il brano I Surrender Dear (in duetto con Jennifer Grey)
- 1990: Dick Tracy - ha inciso i brani Sooner or Later, More e What Can You Lose?. Del film fa parte anche Now I'm Following You, cantata però da Andy Paley
- 1992: Ragazze vincenti - ha inciso il brano This Used to Be My Playground
- 1994: 110 e lode - ha inciso il brano I'll Remember
- 1995: Il postino - ha inciso il brano If You Forget Me (Madonna legge una poesia di Pablo Neruda)
- 1996: Evita - ha inciso il brano You Must Love Me, composto appositamente per la versione cinematografica del musical
- 1999: Austin Powers - La spia che ci provava - ha inciso il brano Beautiful Stranger
- 2000: Sai che c'è di nuovo? - ha inciso i brani American Pie e Time Stood Still
- 2000: Wonderland - ha inciso il brano Wonderland
- 2002: Agente 007 - La morte può attendere - ha inciso il brano Die Another Day
- 2011: W.E. - ha inciso il brano Masterpiece

### Album dal vivo
| Anno                                                        | Dettagli | Posizioni massime in classifica | Posizioni massime in classifica | Posizioni massime in classifica | Posizioni massime in classifica | Posizioni massime in classifica | Posizioni massime in classifica | Posizioni massime in classifica | Posizioni massime in classifica | Posizioni massime in classifica | Posizioni massime in classifica | Posizioni massime in classifica | Posizioni massime in classifica | Certificazioni            |
| Anno                                                        | Dettagli | USA                             | AUS                             | AUT                             | CAN                             | FRA                             | GER                             | ITA                             | NL                              | NZ                              | SVE                             | SVI                             | UK                              | Certificazioni            |
| ----------------------------------------------------------- | --- | ------------------------------- | ------------------------------- | ------------------------------- | ------------------------------- | ------------------------------- | ------------------------------- | ------------------------------- | ------------------------------- | ------------------------------- | ------------------------------- | ------------------------------- | ------------------------------- | ------------------------- |
| 2006                                                        | I'm Going to Tell You a Secret - Pubblicazione: 16 giugno 2006 - Etichetta: Warner Music Group - Formati: CD, DVD, digital download                      | 33                              | 1                               | 12                              | 4                               | 8                               | 8                               | 1                               | 4                               | —                               | —                               | 7                               | 18                              | - FRA: Oro                |
| 2007                                                        | The Confessions Tour - Pubblicazione: 26 gennaio 2007 - Etichetta: Warner Music Group - Formati: CD, DVD, digital download                               | 15                              | 1                               | 2                               | 2                               | 2                               | 2                               | 1                               | 2                               | 23                              | 8                               | 2                               | 7                               | - UK: Argento             |
| 2010                                                        | Sticky & Sweet Tour - Pubblicazione: 26 marzo 2010 - Etichetta: Warner Music Group - Formati: CD, DVD, blu-ray, digital download                         | 10                              | 3                               | 3                               | 3                               | 6                               | 11                              | 2                               | 4                               | 20                              | 5                               | 5                               | 17                              | - FRA: Oro - ITA: Platino |
| 2013                                                        | MDNA World Tour - Pubblicazione: 9 settembre 2013 - Etichetta: Interscope Records - Formati: 2 CD, DVD, blu-ray, digital download                        | 90                              | —                               | —                               | —                               | —                               | —                               | 1                               | —                               | —                               | —                               | —                               | 55                              |                           |
| 2017                                                        | Rebel Heart Tour - Pubblicazione: 15 settembre 2017 - Etichetta: Eagle Rock Entertainment, Universal Music - Formati: CD, DVD, blu-ray, digital download | 45                              | 20                              | —                               | —                               | 20                              | 8                               | 4                               | 8                               | —                               | —                               | 30                              | 42                              |                           |
| 2021                                                        | Madame X: Music from the Theater Xperience - Pubblicazione: 08 ottobre 2021 - Etichetta: Warner Records - Formati: digital download, streaming           | —                               | —                               | —                               | —                               | —                               | —                               | —                               | —                               | —                               | —                               | —                               | —                               |                           |
| "—" indica che l'album non si è classificato in quel Paese. | |                                 |                                 |                                 |                                 |                                 |                                 |                                 |                                 |                                 |                                 |                                 |                                 |                           |

### Raccolte
| Anno                                                        | Dettagli | Posizioni massime in classifica | Posizioni massime in classifica | Posizioni massime in classifica | Posizioni massime in classifica | Posizioni massime in classifica | Posizioni massime in classifica | Posizioni massime in classifica | Posizioni massime in classifica | Posizioni massime in classifica | Posizioni massime in classifica | Posizioni massime in classifica | Posizioni massime in classifica | Certificazioni | Vendite                       |
| Anno                                                        | Dettagli | USA                             | AUS                             | AUT                             | CAN                             | FRA                             | GER                             | ITA                             | NLD                             | NZL                             | SVE                             | SVI                             | UK                              | Certificazioni | Vendite                       |
| ----------------------------------------------------------- | --- | ------------------------------- | ------------------------------- | ------------------------------- | ------------------------------- | ------------------------------- | ------------------------------- | ------------------------------- | ------------------------------- | ------------------------------- | ------------------------------- | ------------------------------- | ------------------------------- | --- | ----------------------------- |
| 1990                                                        | The Immaculate Collection - Pubblicazione: 9 novembre 1990 - Etichetta: Sire Records - Formati: vinile, musicassetta, CD | 2                               | 1                               | 1                               | 1                               | 1                               | 3                               | 2                               | 2                               | 3                               | 8                               | 3                               | 1                               | - USA: Platino (11) - AUS: Platino (12) - CAN: Platino (7) - FRA: Diamante - GER: Oro (3) - ITA: Platino (5) - NLD: Platino (3) - SPA: Platino (3) - SVI: Platino - UK: Platino (13) | Vendite mondiali: 35.000.000+ |
| 1995                                                        | Something to Remember - Pubblicazione: 7 novembre 1995 - Etichetta: Maverick Records - Formati: vinile, musicassetta, CD | 6                               | 1                               | 1                               | 4                               | 6                               | 2                               | 1                               | 18                              | 8                               | 3                               | 3                               | 3                               | - USA: Platino (3) - AUS: Platino (4) - CAN: Platino (2) - FRA: Oro (2) - GER: Platino - NLD: Platino - SPA: Oro - SVI: Platino - UK: Platino (3)                                    | Vendite mondiali: 10.000.000  |
| 2001                                                        | GHV2 - Pubblicazione: 12 novembre 2001 - Etichetta: Maverick Records - Formati: CD, musicassetta, download digitale      | 7                               | 3                               | 1                               | 11                              | 2                               | 3                               | 7                               | 13                              | 8                               | 23                              | 3                               | 2                               | - USA: Platino - AUS: Platino (2) - CAN: Platino - FRA: Platino - GER: Platino - NLD: Platino - SPA: Platino (2) - SVI: Platino - UK: Platino (2)                                    | Vendite mondiali: 8.000.000   |
| 2009                                                        | Celebration - Pubblicazione: 18 settembre 2009 - Etichetta: Warner Music Group - Formati: vinile, CD, download digitale  | 7                               | 6                               | 4                               | 1                               | 1                               | 1                               | 1                               | 2                               | 2                               | 2                               | 3                               | 1                               | - USA: Oro - AUS: Oro - FRA: Platino - GER: Platino - ITA: Platino (3) - SPA: Oro - SVI: Platino - UK: Platino (2)                                                                   | Vendite mondiali: 4.000.000+  |
| "—" indica che l'album non si è classificato in quel Paese. | |                                 |                                 |                                 |                                 |                                 |                                 |                                 |                                 |                                 |                                 |                                 |                                 | |                               |

### Album di remix
| Anno                                                        | Dettagli | Posizioni massime in classifica | Posizioni massime in classifica | Posizioni massime in classifica | Posizioni massime in classifica | Posizioni massime in classifica | Posizioni massime in classifica | Posizioni massime in classifica | Posizioni massime in classifica | Posizioni massime in classifica | Posizioni massime in classifica | Posizioni massime in classifica | Posizioni massime in classifica | Certificazioni                                                                                             | Vendite                      |
| Anno                                                        | Dettagli | USA                             | AUS                             | AUT                             | CAN                             | FRA                             | GER                             | ITA                             | NLD                             | NZL                             | SVE                             | SVI                             | UK                              | Certificazioni                                                                                             | Vendite                      |
| ----------------------------------------------------------- | --- | ------------------------------- | ------------------------------- | ------------------------------- | ------------------------------- | ------------------------------- | ------------------------------- | ------------------------------- | ------------------------------- | ------------------------------- | ------------------------------- | ------------------------------- | ------------------------------- | --- | ---------------------------- |
| 1987                                                        | You Can Dance - Pubblicazione: 18 novembre 1987 - Etichetta: Sire Records - Formati: vinile, musicassetta, CD                                | 4                               | 3                               | 3                               | 11                              | 2                               | 3                               | 1                               | 3                               | 4                               | 10                              | 11                              | 5                               | - USA: Platino - AUS: Platino - FRA: Platino - GER: Oro - NLD: Oro - SPA: Platino - SVI: Oro - UK: Platino | Vendite mondiali: 6.000.000  |
| 2003                                                        | Remixed & Revisited - Pubblicazione: 24 novembre 2003 - Etichetta: Maverick Records - Formati: CD                                            | 11                              | 6                               | 13                              | 8                               | 4                               | 2                               | 6                               | 3                               | 14                              | 9                               | 8                               | 7                               | | Vendite mondiali: 1.000.000+ |
| 2022                                                        | Finally Enough Love: 50 Number Ones - Pubblicazione: 24 giugno 2022 - Etichetta: Warner Music Group - Formati: vinile, CD, download digitale | 8                               | 1                               | 7                               | 7                               | 2                               | 2                               | 2                               | 1                               | 1                               | 37                              | 2                               | 3                               | - UK: Oro                                                                                                  |                              |
| 2025                                                        | Veronica Electronica - Pubblicazione: 25 luglio 2025 - Etichetta: Warner Music Group, Rhino - Formati: vinile, download digitale             | —                               | 36                              | 39                              | —                               | 44                              | 12                              | 20                              | 20                              | —                               | —                               | 10                              | 23                              | |                              |
| "—" indica che l'album non si è classificato in quel Paese. | |                                 |                                 |                                 |                                 |                                 |                                 |                                 |                                 |                                 |                                 |                                 |                                 | |                              |

### EP e maxi CD
- 1984: Like a Virgin & Other Big Hits! - incl.Like a Virgin, Holiday, Lucky Star e Borderline
- 1985: Club Mix - Material Girl, Angel & Into the Groove - incl. Material Girl, Angel e Into the Groove
- 1986: Super Club Mix
- 1986: True Blue: True Blue Super Club Mix EP - incl.True Blue, Live to Tell, Papa Don't preach e Everybody
- 1989: Remixed Prayers - incl.Like a Prayer e Express Yourself
- 1990: Vogue EP - incl.Vogue, Hanky Panky e More
- 1993: The Girlie Show - EP pubblicato per il mercato brasiliano per la promozione del Girlie Show. Incl. Erotica, Deeper and Deeper, Bad Girl, Fever, Rain e Bye Bye Baby. Questo EP utilizza la stessa copertina del singolo Bye Bye Baby, pubblicato durante la tappa australiana del tour, e del manifesto promozionale.
- 2002: GHV2 Megamix & GHV2 Remixed

### Altre Compilation
- 1985: 12"ers+2
- 1985: Madonna Mix
- 1986: Madonna Dance Mix
- 1989: Madonna 1983-1989 - Greatest Hits pubblicato nel settembre 1989 solo per DJs e negozi del mercato giapponese. Ripubblicato nel maggio 1990 con i brani Vogue e  Keep it Together e con la scritta Madonna 1983-1990 .
- 1991: The Holiday Collection
- 1996: CD Single Collection
- 2003: The Best of
- 2009: GHV1
- 2009: SuperPop

### Album di remix
- 2006: Confessions Remixed

### Box
- 1990: True Blue/Like a Prayer
- 1991: The Royal Box
- 1999: The Immaculate Collection/You Can Dance
- 2000: 3 for One
- 2000: Like a Virgin/The First Album
- 2000: You Can Dance/Erotica
- 2001: The Immaculate Collection/Something to Remember
- 2002: True Blue/Like a Virgin
- 2002: 2 CD Hit Collection
- 2002: The Best of / + //
- 2003: American Life: Special Limited Edtion Box
- 2003: Editon Spèciale 2CDs: American Life + Remixed & Revisited
- 2005: American Life/Music
- 2005: American Life/Music/Ray of Light
- 2005:  Confessions on a Dance Floor: Special Edition Box
- 2006: The Complete Collection
- 2008: Hard Candy: Limited Collector's Edition Candy Box
- 2008: Madonna: Dalle origini al mito (From The Beginning to the Myth)
- 2012: Original Album Series - contenente gli album: True Blue, Like a Prayer, Ray of Light, Music e Confessions on a Dance Floor
- 2012: The Complete Studio Albums (1983-2008) - contenente gli 11 album in studio pubblicati dal 1983 al 2008

### Album non ufficiali
Nel corso degli anni sono usciti album con demo e canzoni registrate agli esordi. I più conosciuti sono:
- 1983: The Early Years - con Otto von Wernherr
- 1989: The Early Years - con Otto von Wernherr
- 1992: Wild Dancing - con Otto von Wernherr
- 1992: Cosmic Climb - con Otto von Wernherr
- 1997: Pre-Madonna - chiamato in Europa In The Beginning
- 2007: The Album - con Otto von Wernherr, contiene il brano Give It 2 Me, uscito in alcune raccolte antecedenti, pubblicate a partire dal 1986

## Singoli

### Anni 1980
| Anno                                                                          | Titolo                           | Classifiche | Classifiche | Classifiche | Classifiche | Classifiche | Classifiche | Classifiche | Classifiche | Classifiche | Classifiche | Classifiche | Classifiche | Certificazioni | Album di provenienza |
| Anno                                                                          | Titolo                           | USA         | AUS         | AUT         | CAN         | FRA         | GER         | ITA         | NLD         | NZL         | SVE         | SVI         | UK          | Certificazioni | Album di provenienza |
| ----------------------------------------------------------------------------- | -------------------------------- | ----------- | ----------- | ----------- | ----------- | ----------- | ----------- | ----------- | ----------- | ----------- | ----------- | ----------- | ----------- | --- | -------------------- |
| 1982                                                                          | Everybody                        | —           | —           | —           | —           | —           | —           | —           | —           | —           | —           | —           | —           | | Madonna              |
| 1983                                                                          | Burning Up / Physical Attraction | —           | 13          | —           | —           | —           | —           | —           | —           | —           | —           | —           | —           | | Madonna              |
| 1983                                                                          | Holiday                          | 16          | 4           | —           | 32          | 37          | 9           | —           | 7           | 7           | 20          | 18          | 2           | - UK: Oro | Madonna              |
| 1984                                                                          | Lucky Star                       | 4           | 36          | —           | 8           | —           | —           | —           | —           | —           | —           | —           | 14          | | Madonna              |
| 1984                                                                          | Borderline                       | 10          | 12          | —           | 25          | —           | —           | —           | 3           | 47          | —           | 23          | 56          | - USA: Oro - UK: Oro | Madonna              |
| 1984                                                                          | Like a Virgin                    | 1           | 1           | 8           | 1           | 8           | 4           | 14          | 4           | 2           | 15          | 9           | 3           | - USA: Oro - SPA: Oro - UK: Oro                                                                                           | Like a Virgin        |
| 1985                                                                          | Material Girl                    | 2           | 4           | 8           | 4           | 47          | 13          | 18          | 7           | 5           | —           | 15          | 3           | - ITA: Oro (dal 2009) - SPA: Oro - UK: Platino                                                                            | Like a Virgin        |
| 1985                                                                          | Crazy for You                    | 1           | 1           | 23          | 1           | 47          | 26          | 15          | 11          | 2           | 13          | 16          | 2           | - USA: Oro - UK: Oro | Vision Quest (OST)   |
| 1985                                                                          | Angel                            | 5           | 1           | —           | 5           | —           | 31          | —           | 46          | 2           | —           | 17          | 5           | - USA: Oro | Like a Virgin        |
| 1985                                                                          | Into the Groove                  | —           | 1           | 6           | —           | 2           | 3           | 1           | 1           | 1           | 3           | 2           | 1           | - USA: Oro - FRA: Oro - ITA: Oro - UK: Oro                                                                                | Like a Virgin        |
| 1985                                                                          | Dress You Up                     | 5           | 5           | —           | 10          | 18          | 20          | —           | 7           | 7           | —           | 20          | 5           | - UK: Argento | Like a Virgin        |
| 1985                                                                          | Gambler                          | —           | 10          | —           | —           | 33          | 25          | 9           | 7           | 45          | —           | 23          | 4           | - UK: Argento | Vision Quest (OST)   |
| 1986                                                                          | Live to Tell                     | 1           | 7           | —           | 1           | 6           | 12          | 1           | 3           | 6           | 11          | 4           | 2           | - FRA: Oro - UK: Argento                                                                                                  | True Blue            |
| 1986                                                                          | Papa Don't Preach                | 1           | 1           | 4           | 1           | 3           | 2           | 1           | 1           | 3           | 6           | 2           | 1           | - USA: Platino - FRA: Argento - UK: Platino                                                                               | True Blue            |
| 1986                                                                          | True Blue                        | 3           | 5           | 9           | 1           | 6           | 6           | 4           | 4           | 3           | 18          | 6           | 1           | - USA: Oro - AUS: Platino - FRA: Argento - UK: Argento                                                                    | True Blue            |
| 1986                                                                          | Open Your Heart                  | 1           | 16          | 18          | 8           | 24          | 17          | 6           | 6           | 12          | —           | 11          | 4           | - UK: Argento | True Blue            |
| 1987                                                                          | La isla bonita                   | 4           | 6           | 1           | 1           | 1           | 1           | 17          | 3           | 5           | 3           | 1           | 1           | - FRA: Oro - GER: Oro - ITA: Oro (dal 2009) - SPA: Platino - UK: Oro                                                      | True Blue            |
| 1987                                                                          | Who's That Girl                  | 1           | 7           | 4           | 1           | 2           | 2           | 1           | 2           | 2           | 2           | 2           | 1           | - FRA: Oro - UK: Argento                                                                                                  | Who's That Girl      |
| 1987                                                                          | Causing a Commotion              | 2           | 7           | 14          | 2           | —           | 14          | 5           | 3           | 6           | 13          | 9           | 4           | | Who's That Girl      |
| 1987                                                                          | The Look of Love                 | —           | —           | —           | —           | 23          | —           | —           | 8           | —           | —           | 20          | 9           | | Who's That Girl      |
| 1988                                                                          | Spotlight                        | —           | —           | —           | —           | —           | —           | —           | —           | —           | —           | —           | —           | | You Can Dance        |
| 1989                                                                          | Like a Prayer                    | 1           | 1           | 2           | 1           | 2           | 2           | 1           | 1           | 1           | 1           | 1           | 1           | - USA: Platino (2) - AUS: Platino - FRA: Argento - GER: Oro - ITA: Oro (dal 2009) - SPA: Oro - SVI: Oro - UK: Platino (2) | Like a Prayer        |
| 1989                                                                          | Express Yourself                 | 2           | 5           | 5           | 1           | —           | 3           | 1           | 5           | 2           | 3           | 1           | 5           | - USA: Oro - AUS: Oro - UK: Argento                                                                                       | Like a Prayer        |
| 1989                                                                          | Cherish                          | 2           | 4           | 16          | 1           | 21          | 16          | 4           | 13          | 5           | —           | 10          | 3           | - AUS: Oro | Like a Prayer        |
| 1989                                                                          | Oh Father                        | 20          | 59          | —           | 25          | 26          | —           | 11          | —           | —           | —           | —           | —           | | Like a Prayer        |
| 1989                                                                          | Dear Jessie                      | —           | —           | 21          | 20          | 19          | —           | —           | 17          | —           | —           | 16          | 5           | - UK: Argento | Like a Prayer        |
| "—" indica una pubblicazione non classificata o non pubblicata in quel Paese. |                                  |             |             |             |             |             |             |             |             |             |             |             |             | |                      |

### Anni 1990
| Anno                                                                          | Titolo                            | Classifiche | Classifiche | Classifiche | Classifiche | Classifiche | Classifiche | Classifiche | Classifiche | Classifiche | Classifiche | Classifiche | Classifiche | Certificazioni                                                                                      | Album di provenienza                        |
| Anno                                                                          | Titolo                            | USA         | AUS         | AUT         | CAN         | FRA         | GER         | ITA         | NLD         | NZL         | SVE         | SVI         | UK          | Certificazioni                                                                                      | Album di provenienza                        |
| ----------------------------------------------------------------------------- | --------------------------------- | ----------- | ----------- | ----------- | ----------- | ----------- | ----------- | ----------- | ----------- | ----------- | ----------- | ----------- | ----------- | --------------------------------------------------------------------------------------------------- | ------------------------------------------- |
| 1990                                                                          | Keep It Together                  | 8           | 1           | —           | 8           | —           | —           | 16          | —           | —           | —           | —           | —           | - USA: Oro - AUS: Platino (2)                                                                       | Like a Prayer                               |
| 1990                                                                          | Vogue                             | 1           | 1           | 7           | 1           | 9           | 4           | 1           | 2           | 1           | 1           | 2           | 1           | - USA: Platino (3) - AUS: Platino (2) - CAN: Platino - FRA: Argento - ITA: Oro (dal 2009) - UK: Oro | I'm Breathless                              |
| 1990                                                                          | Hanky Panky                       | 10          | 6           | 20          | 18          | —           | 21          | 5           | 21          | 6           | —           | 15          | 2           | - USA: Oro - AUS: Oro - UK: Argento                                                                 | I'm Breathless                              |
| 1990                                                                          | Justify My Love                   | 1           | 4           | 9           | 1           | 17          | 10          | 4           | 5           | 5           | 8           | 3           | 2           | - USA: Platino - AUS: Oro - CAN: Platino - UK: Argento                                              | The Immaculate Collection                   |
| 1991                                                                          | Rescue Me                         | 9           | 15          | —           | 7           | 21          | 21          | 16          | 10          | 18          | 27          | 11          | 3           | - USA: Oro                                                                                          | The Immaculate Collection                   |
| 1992                                                                          | This Used to Be My Playground     | 1           | 9           | 11          | 1           | 7           | 6           | 1           | 7           | 14          | 1           | 6           | 3           | - USA: Oro - AUS: Oro - UK: Argento                                                                 | A League of Their Own (OST)                 |
| 1992                                                                          | Erotica                           | 3           | 4           | 15          | 13          | 23          | 13          | 1           | 10          | 3           | 3           | 8           | 3           | - USA: Oro - AUS: Oro                                                                               | Erotica                                     |
| 1992                                                                          | Deeper and Deeper                 | 7           | 11          | 30          | 2           | 17          | 26          | 1           | 20          | 9           | 22          | 23          | 6           | - AUS: Oro                                                                                          | Erotica                                     |
| 1993                                                                          | Bad Girl                          | 36          | 5           | —           | 20          | 44          | 47          | 3           | 34          | 35          | —           | 25          | 10          | | Erotica                                     |
| 1993                                                                          | Fever                             | —           | —           | —           | —           | 31          | —           | 16          | —           | 17          | —           | —           | 6           | | Erotica                                     |
| 1993                                                                          | Rain                              | 14          | 15          | 24          | 2           | —           | 26          | 6           | 38          | 20          | 16          | 11          | 7           | - AUS: Oro                                                                                          | Erotica                                     |
| 1993                                                                          | Bye Bye Baby                      | —           | 15          | —           | —           | —           | —           | 7           | —           | 43          | —           | —           | —           | | Erotica                                     |
| 1994                                                                          | I'll Remember                     | 2           | 7           | —           | 1           | 40          | 49          | 2           | 28          | 37          | 9           | 17          | 7           | - USA: Oro - AUS: Oro                                                                               | With Honors                                 |
| 1994                                                                          | Secret                            | 3           | 5           | 11          | 1           | 2           | 29          | 3           | 20          | 5           | 12          | 1           | 5           | - USA: Oro - AUS: Oro - FRA: Oro                                                                    | Bedtime Stories                             |
| 1994                                                                          | Take a Bow                        | 1           | 15          | 22          | 1           | 25          | 18          | 2           | 39          | 9           | 19          | 8           | 16          | - USA: Oro                                                                                          | Bedtime Stories                             |
| 1995                                                                          | Bedtime Story                     | 42          | 5           | —           | 46          | —           | —           | 8           | 46          | 38          | —           | —           | 4           | | Bedtime Stories                             |
| 1995                                                                          | Human Nature                      | 46          | 17          | —           | 9           | 50          | —           | 10          | —           | 37          | —           | 17          | 8           | | Bedtime Stories                             |
| 1995                                                                          | You'll See                        | 6           | 9           | 5           | 2           | 24          | 15          | 6           | 20          | 17          | 6           | 8           | 5           | - USA: Oro - AUS: Oro - UK: Argento                                                                 | Something to Remember                       |
| 1996                                                                          | One More Chance                   | —           | 35          | —           | —           | —           | —           | 2           | —           | —           | 39          | —           | 11          | | Something to Remember                       |
| 1996                                                                          | Love Don't Live Here Anymore      | 78          | 27          | —           | 24          | 48          | —           | —           | —           | —           | —           | —           | —           | | Something to Remember                       |
| 1996                                                                          | You Must Love Me                  | 18          | 11          | —           | 11          | 41          | 78          | 4           | —           | —           | 49          | 43          | 10          | - USA: Oro                                                                                          | Evita                                       |
| 1996                                                                          | Don't Cry for Me Argentina        | 8           | 9           | 3           | 14          | 1           | 3           | 2           | 4           | 6           | 9           | 4           | 3           | - AUS: Oro - FRA: Oro - GER: Oro - SVI: Oro - UK: Oro                                               | Evita                                       |
| 1997                                                                          | Another Suitcase in Another Hall  | —           | —           | —           | —           | —           | —           | 4           | 91          | —           | 60          | —           | 7           | | Evita                                       |
| 1998                                                                          | Frozen                            | 2           | 5           | 2           | 2           | 2           | 2           | 1           | 2           | 5           | 2           | 2           | 1           | - USA: Oro - AUS: Oro - FRA: Oro - GER: Platino - ITA: Oro (dal 2009) - SVI: Oro - UK: Platino      | Ray of Light                                |
| 1998                                                                          | Ray of Light                      | 5           | 6           | 31          | 3           | 18          | 28          | 2           | 22          | 9           | 14          | 32          | 2           | - USA: Oro - AUS: Oro - UK: Oro                                                                     | Ray of Light                                |
| 1998                                                                          | Drowned World/Substitute for Love | —           | 16          | 34          | 18          | 42          | 39          | 6           | 43          | 21          | 41          | 31          | 10          | | Ray of Light                                |
| 1998                                                                          | The Power of Good-Bye             | 11          | 33          | 4           | 6           | 21          | 4           | 7           | 7           | 25          | 3           | 8           | 6           | - GER: Oro - UK: Argento                                                                            | Ray of Light                                |
| 1999                                                                          | Nothing Really Matters            | 93          | 15          | 29          | 6           | 48          | 38          | 6           | 34          | 7           | 41          | 26          | 7           | - UK: Argento                                                                                       | Ray of Light                                |
| 1999                                                                          | Beautiful Stranger                | 19          | 5           | 14          | 1           | 17          | 13          | 2           | 6           | 5           | 15          | 6           | 2           | - AUS: Oro - FRA: Oro - UK: Platino                                                                 | Austin Powers: The Spy Who Shagged Me (OST) |
| "—" indica una pubblicazione non classificata o non pubblicata in quel Paese. |                                   |             |             |             |             |             |             |             |             |             |             |             |             | |                                             |

### Anni 2000
| Anno                                                                          | Titolo                                              | Classifiche | Classifiche | Classifiche | Classifiche | Classifiche | Classifiche | Classifiche | Classifiche | Classifiche | Classifiche | Classifiche | Classifiche | Certificazioni | Album di provenienza                |
| Anno                                                                          | Titolo                                              | USA         | AUS         | AUT         | CAN         | FRA         | GER         | ITA         | NLD         | NZL         | SVE         | SVI         | UK          | Certificazioni | Album di provenienza                |
| ----------------------------------------------------------------------------- | --------------------------------------------------- | ----------- | ----------- | ----------- | ----------- | ----------- | ----------- | ----------- | ----------- | ----------- | ----------- | ----------- | ----------- | --- | ----------------------------------- |
| 2000                                                                          | American Pie                                        | 29          | 1           | 3           | 1           | 8           | 1           | 1           | 6           | 4           | 1           | 1           | 1           | - AUS: Oro - FRA: Oro - SVI: Oro - UK: Oro                                                                                                   | Music                               |
| 2000                                                                          | Music                                               | 1           | 1           | 5           | 1           | 8           | 2           | 1           | 4           | 1           | 2           | 1           | 1           | - USA: Platino - AUS: Platino (2) - FRA: Oro - GER: Oro - SVI: Oro - UK: Oro                                                                 | Music                               |
| 2000                                                                          | Don't Tell Me                                       | 4           | 7           | 12          | 1           | 16          | 22          | 1           | 26          | 1           | 12          | 10          | 4           | - USA: Oro - AUS: Platino - FRA: Oro - UK: Argento                                                                                           | Music                               |
| 2001                                                                          | What It Feels Like for a Girl                       | 23          | 6           | 26          | 2           | 40          | 16          | 2           | 16          | 15          | 22          | 11          | 7           | - AUS: Oro | Music                               |
| 2002                                                                          | Die Another Day                                     | 8           | 11          | 2           | 1           | 15          | 4           | 1           | 5           | 22          | 4           | 4           | 2           | - AUS: Oro - CAN: Platino (2) - FRA: Oro - UK: Argento                                                                                       | Die Another Day (OST) American Life |
| 2003                                                                          | American Life                                       | 37          | 7           | 7           | 1           | 10          | 10          | 1           | 4           | 33          | 3           | 1           | 2           | - AUS: Oro - FRA: Oro | American Life                       |
| 2003                                                                          | Hollywood                                           | —           | 16          | 34          | 5           | 22          | 21          | 3           | 20          | —           | 19          | 15          | 2           | | American Life                       |
| 2003                                                                          | Me Against the Music (Britney Spears feat. Madonna) | 35          | 1           |             | 2           | 11          | 5           | 2           |             |             |             |             | 2           | - USA: Oro - AUS: Platino - UK: Argento | In The Zone                         |
| 2003                                                                          | Nothing Fails                                       | —           | —           | 51          | 7           | 34          | 36          | 7           | 49          | —           | —           | 41          | —           | | American Life                       |
| 2004                                                                          | Love Profusion                                      | —           | 25          | —           | 3           | 25          | 5           | 5           | —           | —           | —           | 31          | 11          | | American Life                       |
| 2005                                                                          | Hung Up                                             | 7           | 1           | 1           | 1           | 1           | 1           | 1           | 1           | 2           | 1           | 1           | 1           | - USA: Platino - AUS: Platino - CAN: Platino (2) - FRA: Oro - GER: Oro (3) - ITA: Platino (dal 2009) - SPA: Oro - SVI: Oro - UK: Platino (2) | Confessions on a Dance Floor        |
| 2006                                                                          | Sorry                                               | 58          | 4           | 8           | 2           | 5           | 5           | 1           | 2           | 12          | 7           | 4           | 1           | - CAN: Platino - UK: Argento | Confessions on a Dance Floor        |
| 2006                                                                          | Get Together                                        | 105         | 13          | 35          | 4           | 26          | 28          | 1           | 14          | —           | 15          | 24          | 7           | | Confessions on a Dance Floor        |
| 2006                                                                          | Jump                                                | 106         | 29          | 20          | 7           | 2           | 23          | 1           | 6           | —           | 40          | 21          | 9           | | Confessions on a Dance Floor        |
| 2007                                                                          | Hey You                                             | —           | —           | —           | 57          | —           | —           | 36          | —           | —           | 57          | 55          | 187         | | /                                   |
| 2008                                                                          | 4 Minutes                                           | 3           | 1           | 2           | 1           | 2           | 1           | 1           | 1           | 3           | 1           | 2           | 1           | - USA: Platino (2) - AUS: Platino - GER: Platino - ITA: Oro (dal 2009) - SPA: Platino (3) - UK: Platino                                      | Hard Candy                          |
| 2008                                                                          | Give It 2 Me                                        | 57          | 23          | 10          | 8           | 5           | 8           | 3           | 3           | —           | 2           | 4           | 7           | - UK: Argento | Hard Candy                          |
| 2008                                                                          | Miles Away                                          | —           | —           | 21          | 23          | 54          | 11          | 26          | 9           | —           | 13          | 32          | 39          | | Hard Candy                          |
| 2009                                                                          | Celebration                                         | 71          | 40          | 8           | 5           | 2           | 5           | 1           | 2           | —           | 25          | 4           | 1           | - ITA: Platino | Celebration                         |
| 2009                                                                          | Revolver                                            | —           | —           | —           | 47          | 25          | 16          | 12          | —           | —           | —           | —           | —           | - ITA: Oro | Celebration                         |
| "—" indica una pubblicazione non classificata o non pubblicata in quel Paese. |                                                     |             |             |             |             |             |             |             |             |             |             |             |             | |                                     |

### Anni 2010
| Anno                                                                          | Titolo                  | Classifiche | Classifiche | Classifiche | Classifiche | Classifiche | Classifiche | Classifiche | Classifiche | Classifiche | Classifiche | Classifiche | Classifiche | Classifiche | Certificazioni            | Album di provenienza |
| Anno                                                                          | Titolo                  | USA         | AUS         | AUT         | CAN         | FRA         | GER         | ITA         | JPN         | NLD         | NZL         | SVE         | SVI         | UK          | Certificazioni            | Album di provenienza |
| ----------------------------------------------------------------------------- | ----------------------- | ----------- | ----------- | ----------- | ----------- | ----------- | ----------- | ----------- | ----------- | ----------- | ----------- | ----------- | ----------- | ----------- | ------------------------- | -------------------- |
| 2012                                                                          | Give Me All Your Luvin' | 10          | 25          | 2           | 1           | 3           | 3           | 2           | 3           | 2           | 29          | 60          | 6           | 37          | - USA: Oro - ITA: Platino | MDNA                 |
| 2012                                                                          | Girl Gone Wild          | 106         | 23          | 12          | 16          | 9           | 4           | 4           | 17          | 16          | 10          | 8           | 29          | 73          | - ITA: Platino            | MDNA                 |
| 2012                                                                          | Turn Up the Radio       | —           | —           | —           | —           | —           | —           | 58          | 68          | —           | —           | —           | —           | 175         |                           | MDNA                 |
| 2014                                                                          | Living for Love         | 108         | —           | —           | 92          | 50          | 40          | 30          | 11          | —           | —           | 8           | 49          | 26          | - ITA: Oro                | Rebel Heart          |
| 2015                                                                          | Ghosttown               | —           | —           | —           | 40          | 34          | 34          | 20          | —           | 4           | —           | 20          | 39          | 117         | - ITA: Platino            | Rebel Heart          |
| 2015                                                                          | Bitch I'm Madonna       | 84          | —           | —           | 58          | 90          | —           | —           | —           | —           | —           | 30          | —           | —           |                           | Rebel Heart          |
| 2019                                                                          | Medellín (con Maluma)   | —           | —           | —           | —           | —           | —           | 37          | 73          | —           | —           | —           | —           | 87          | - ITA: Oro                | Madame X             |
| 2019                                                                          | I Rise                  | —           | —           | —           | —           | —           | —           | —           | —           | —           | —           | —           | —           | —           |                           | Madame X             |
| 2019                                                                          | Crave (con Swae Lee)    | —           | —           | —           | —           | —           | —           | —           | —           | —           | —           | —           | —           | —           |                           | Madame X             |
| "—" indica una pubblicazione non classificata o non pubblicata in quel Paese. |                         |             |             |             |             |             |             |             |             |             |             |             |             |             |                           |                      |

### Anni 2020
| Anno                                                                          | Titolo                                                                          | Classifiche | Classifiche | Classifiche | Classifiche | Classifiche | Classifiche | Classifiche | Classifiche | Classifiche | Classifiche | Classifiche | Classifiche | Classifiche | Certificazioni                                                                                      | Album di provenienza    |
| Anno                                                                          | Titolo                                                                          | USA         | AUS         | AUT         | CAN         | FRA         | GER         | ITA         | JPN         | NL          | NZ          | SVE         | SVI         | UK          | Certificazioni                                                                                      | Album di provenienza    |
| ----------------------------------------------------------------------------- | ------------------------------------------------------------------------------- | ----------- | ----------- | ----------- | ----------- | ----------- | ----------- | ----------- | ----------- | ----------- | ----------- | ----------- | ----------- | ----------- | --------------------------------------------------------------------------------------------------- | ----------------------- |
| 2020                                                                          | I Don't Search I Find                                                           | —           | —           | —           | —           | —           | —           | —           | —           | —           | —           | —           | —           | —           | | Madame X                |
| 2020                                                                          | Levitating (The Blessed Madonna remix) (Dua Lipa feat. Madonna e Missy Elliott) | —           | 35          | —           | 16          | —           | —           | 47          | —           | 15          | 9           | —           | —           | —           | | Club Future Nostalgia   |
| 2021                                                                          | Frozen (Sickick remix)                                                          | —           | —           | —           | —           | 64          | —           | —           | —           | —           | —           | 8           | —           | 39          | - FRA: Oro                                                                                          | /                       |
| 2022                                                                          | Break My Soul (The Queens remix) (con Beyoncé)                                  | —           | —           | —           | —           | —           | —           | —           | —           | —           | —           | —           | —           | —           | | /                       |
| 2022                                                                          | Back That Up to the Beat                                                        | —           | —           | —           | 24          | —           | —           | —           | —           | —           | —           | —           | —           |             | | /                       |
| 2023                                                                          | Popular (con the Weeknd e Playboi Carti)                                        | 43          | 8           | 47          | 10          | 89          | 23          | 82          | 2           | 31          | 6           | 36          | 19          | 11          | - USA: Platino - AUS: Platino (3) - FRA: Platino - GER: Oro - ITA: Platino - SPA: Oro - UK: Platino | The Highlights (Deluxe) |
| 2023                                                                          | Vulgar (con Sam Smith)                                                          | —           | —           | —           | 20          | —           | 15          | —           | 11          | 26          | 21          | 9           | —           | 69          | | /                       |
| "—" indica una pubblicazione non classificata o non pubblicata in quel Paese. |                                                                                 |             |             |             |             |             |             |             |             |             |             |             |             |             | |                         |

### Singoli locali
Di seguito la lista dei brani pubblicati come singoli solo in determinati paesi:
- 1983: Physical Attration: solo per il mercato brasiliano
- 1983: Holiday/Everybody: solo per il mercato italiano
- 1985: Holiday (ristampa): solo per i mercati britannico e italiano
- 1985: Over and Over: solo per i mercati italiano (in quantità estremamente limitata) e filippino
- 1986: Love Don't Live Here Anymore: solo per i mercati giapponese e filippino
- 1986: Borderline (ristampa): solo per il mercato britannico
- 1986: Where's the Party: solo per il mercato filippino
- 1988: Spotlight: solo per i mercati giapponese e filippino
- 1990: Spanish Eyes: solo per il mercato brasiliano
- 1990: Something to Remember: solo per il mercato brasiliano
- 1991: Crazy for You (remix): solo per il mercato britannico
- 1995: Oh Father (ristampa): solo per il mercato europeo
- 1996: Veràs (versione spagnola di You'll see): solo per il mercato messicano
- 1996: One More Chance: solo per il mercato europeo
- 1997: Another Suitcase in Another Hall: solo per il mercato europeo
- 1997: Buenos Aires: solo per il mercato sudamericano
- 2005: Future Lovers/I Feel Love e Music Inferno: solo per le radio australiane
- 2012: Masterpiece: solo per il mercato britannico
- 2015: Hold Tight: solo per il mercato italiano

### B-Side
Di seguito è disponibile la lista delle canzoni pubblicate solo come b-side dei singoli di Madonna:
- 1983: Physical Attration - b-side del singolo Burning Up
- 1983: I Know It - b-side dei singoli Holiday, Lucky Star, Dress You Up e The Look of Love
- 1984: Think of Me - b-side dei singoli Borderline e Lucky Star (solo per il mercato europeo)
- 1984: Stay - b-side del singolo Like a Virgin
- 1984: Pretender - b-side dei singoli Material Girl e Papa Don't Preach
- 1985: Ain't No Big Deal - b-side dei singoli Dress You Up, Papa Don't Preach e True Blue (a seconda della varie nazioni)
- 1985: Shoo-Bee-Doo - b-side dei singoli Into the Groove e Dress You Up
- 1986: Over and Over - b-side del singolo Love Don't Live Here Anymore
- 1986: White Heat - b-side dei singoli Open Your Heart e Who's That Girl
- 1987: Jimmy Jimmy - b-side del singolo Causing a Commotion
- 1988: Where's the Party - b-side del singolo Spotlight
- 1989: Act of Contrition - b-side del singolo Like a Prayer
- 1989: Supernatural - b-side del singolo Cherish
- 1989: Thill Death Do Us Part - b-side del singolo Dear Jessie
- 1990: More - b-side del singolo Hanky Panky
- 1993: Up Down Suite e Waiting - b-side del singolo Rain
- 1994: Secret Garden - b-side del singolo I'll Remember
- 1994: Let Down Your Guard (Rough Mix Edit) - b-side del singolo Secret
- 1995: Survival - b-side del singolo Bedtime Story
- 1995: Sanctuary - b-side del singolo Human Nature
- 1996: Rainbow High - b-side del singolo You Must Love Me
- 1996: Santa Evita e Latin Chant - b-side del singolo Don't Cry for Me Argentina
- 1997: Hello and Goodbye e Waltz for Eva and Che - b-side del singolo Another Suitcase in Another Hall
- 1998: Shanti/Ashtangi - b-side del singolo Frozen
- 1998: Sky Fits Heaven - b-side del singolo Drowned World/Substitute for Love
- 1998: Has to Be - b-side del singolo Ray of Light
- 1998: Mer Girl e Little Star - b-side del singolo The Power of Goodbye
- 1999: To Have and Not to Hold - b-side del singolo Nothing Really Matters
- 2000: Cyber-Raga - b-side dei singoli Music e Don't Tell Me
- 2001: Lo Que Siente La Mujer - b-side del singolo What It Feels Like for a Girl, di cui è la versione spagnola
- 2006: Let It Will Be - b-side del singolo Sorry
- 2006: I Love New York - b-side del singolo Get Together
- 2006: History - scartata dall'album Confessions on a Dancefloor, fu pubblicata come b-side del singolo Jump

### Compilation
Questa è una lista delle canzoni inserite nelle compilation di vari artisti:
- 1985: Ain't No Big Deal - incisa per l'album Madonna, fu inserita nella compilation Revenge of the Killer B's Vol.2 e nell'EP Dress You Up Remixes - Dress You Up Remixes - Dress You Up/Ain't No Big Deal. Fu inoltre pubblicata come b-side di Dress You Up, Papa Don't Preach e True Blue (a seconda delle varie nazioni)
- 1985: Sidewalk talk - inserita nella compilation 80 Dance Hit
- 1987: Santa Baby - cover della famosa canzone di Eartha Kitt, inserita nella compilation A Very Special Christmas
- 1992: Supernatural (Remix) - inserita nella compilation Red Hot + Dance
- 1995: Goodbye to Innocence - incisa per l'album Erotica (doveva occupare la posizione di Fever), fu inserita nella compilation Just Say Roe
- 1996: Guilty By Association - cover di una canzone di Vic Chesnutt, inserita nella compilation Sweet Relief II, con la partecipazione di Joe Henry
- 1997: Freedom - scartata dall'album Bedtime Stories, fu inserita nella compilation Carnival
- 1999: Bittersweet - inserita nella compilation A Gift of Love. Durante il brano Madonna legge una poesia di Gialal al-Din Rumi
- 2007: Hey You - inserita nell'album dal vivo del Live Earth

### Bonus Track
Lista dei brani pubblicati come bonus track nelle versioni speciali o estere degli album:
- 1985: Into the Groove - inserita nella ristampa europea dell'album Like a Virgin
- 1995: La isla bonita - inserita nella versione giapponese dell'album Something to Remember
- 1995: Verás - inserita nella versione sudamericana dell'album Something to Remember
- 1998: Has to Be - inserita nella versione giapponese e australiana dell'album Ray of Light
- 2000: Cyber-Raga - inserita nella versione giapponese dell'album Music*
- 2005: Fighting Spirit - inserita nella versione speciale a tiratura limitata dell'album Confessions on a Dance Floor*
- 2008: Ring My Bell - inserita nella versione giapponese dell'album Hard Candy*

(*): Inserite successivamente nel CD SuperPop

### Download digitali
- 2005: SuperPop - diffuso solo per i membri del fan club ufficiale della cantante, ICON, insieme a Broken (I'm Sorry), demo dell'album Celebration. La canzone fu inserita nell'album omonimo, uscito nel 2009 solo in Russia
- 2010: It's So Cool - il brano fu inciso durante le sessioni di registrazione dell'album American Life, ma poi non fu inserito nell'album, né nel successivo Hard Candy perché a detta di Mirwais, era una canzone molto folk, mentre Hard Candy aveva un suono più R&B. Successivamente il brano è stato rielaborato da Madonna, Mirwais e Paul Oakenfold ed inserito nel greatest hits Celebration. Fu pubblicato come terzo inedito e bonus track solo su ITunes. Alla versione demo del 2003 partecipa la figlia di Madonna, Lourdes Ciccone.

## Singoli promozionali
| Anno                                                                          | Titolo                                          | Posizioni massime | Posizioni massime | Album di provenienza  |
| Anno                                                                          | Titolo                                          | HUN               | SCO               | Album di provenienza  |
| ----------------------------------------------------------------------------- | ----------------------------------------------- | ----------------- | ----------------- | --------------------- |
| 1985                                                                          | Over and Over                                   | —                 | —                 | Like a Virgin         |
| 1986                                                                          | Where's the Party                               | —                 | —                 | True Blue             |
| 1987                                                                          | You Can Dance (LP Cuts)                         | —                 | —                 | You Can Dance         |
| 1990                                                                          | Pray for Spanish Eyes                           | —                 | —                 | Like a Prayer         |
| 1992                                                                          | Erotic                                          | —                 | —                 | /                     |
| 1995                                                                          | I Want You                                      | —                 | —                 | Something to Remember |
| 1997                                                                          | Buenos Aires (Remix)                            | —                 | —                 | Evita                 |
| 1998                                                                          | Sky Fits Heaven                                 | —                 | —                 | Ray of Light          |
| 2000                                                                          | Skin                                            | —                 | —                 | Ray of Light          |
| 2000                                                                          | Amazing                                         | —                 | —                 | Music                 |
| 2001                                                                          | Impressive Instant                              | —                 | —                 | Music                 |
| 2001                                                                          | GHV2 Megamix                                    | —                 | —                 | GHV2                  |
| 2003                                                                          | Into the Hollywood Groove (feat. Missy Elliott) | —                 | —                 | Remixed & Revisited   |
| 2003                                                                          | Nobody Knows Me                                 | —                 | —                 | American Life         |
| 2005                                                                          | Imagine (Live)                                  | —                 | —                 | /                     |
| 2005                                                                          | Mother and Father                               | —                 | —                 | American Life         |
| 2012                                                                          | Broken                                          | —                 | —                 | /                     |
| 2012                                                                          | Love Spent                                      | —                 | —                 | MDNA                  |
| 2012                                                                          | Superstar                                       | —                 | —                 | MDNA                  |
| 2019                                                                          | Future (feat. Quavo)                            | 30                | 50                | Madame X              |
| 2019                                                                          | Dark Ballet                                     | —                 | —                 | Madame X              |
| 2022                                                                          | Material Gworrllllllll! (con Saucy Santana)     | —                 | —                 | /                     |
| 2022                                                                          | Hung Up on Tokischa (feat. Tokischa)            | —                 | —                 | /                     |
| 2025                                                                          | Skin (The Collaboration Remix Edit)             | —                 | —                 | Veronica Electronica  |
| 2025                                                                          | Gone Gone Gone (Original Demo Version)          | —                 | —                 | Veronica Electronica  |
| "—" indica una pubblicazione non classificata o non pubblicata in quel Paese. |                                                 |                   |                   |                       |

## Altri brani entrati in classifica
| Anno                                                                          | Titolo                                        | Posizioni massime | Posizioni massime | Posizioni massime | Posizioni massime | Posizioni massime | Album di provenienza |
| Anno                                                                          | Titolo                                        | CAN               | FRA               | ITA               | POR               | UK                | Album di provenienza |
| ----------------------------------------------------------------------------- | --------------------------------------------- | ----------------- | ----------------- | ----------------- | ----------------- | ----------------- | -------------------- |
| 2007                                                                          | Music Inferno                                 | —                 | —                 | 46                | —                 | —                 | The Confessions Tour |
| 2008                                                                          | Beat Goes On (feat. Kanye West)               | 82                | —                 | —                 | —                 | 189               | Hard Candy           |
| 2009                                                                          | It's So Cool                                  | —                 | —                 | 20                | —                 | 107               | Celebration          |
| 2012                                                                          | Gang Bang                                     | —                 | 93                | —                 | —                 | —                 | MDNA                 |
| 2014                                                                          | Devil Pray                                    | —                 | 62                | 43                | —                 | —                 | Rebel Heart          |
| 2014                                                                          | Unapologetic Bitch                            | —                 | 91                | —                 | —                 | —                 | Rebel Heart          |
| 2014                                                                          | Illuminati                                    | —                 | 92                | —                 | —                 | —                 | Rebel Heart          |
| 2015                                                                          | Joan of Arc                                   | —                 | 76                | —                 | —                 | —                 | Rebel Heart          |
| 2015                                                                          | Iconic (feat. Chance the Rapper e Mike Tyson) | —                 | 114               | —                 | —                 | —                 | Rebel Heart          |
| 2019                                                                          | Faz Gostoso (feat. Anitta)                    | —                 | —                 | —                 | 53                | —                 | Madame X             |
| "—" indica una pubblicazione non classificata o non pubblicata in quel Paese. |                                               |                   |                   |                   |                   |                   |                      |

## Collaborazioni con altri artisti e apparizioni

### Collaborazioni/apparazioni con altri artisti
Un elenco delle collaborazioni (solo come cantante) non presenti nei suoi album/singoli con altri artisti:
- 1980 Crazy Train (Ozzy Osbourne feat. Madonna): è da accertare ma una biografia non ufficiale riporta che lei è la corista nella versione pubblicata.
- 1982 Cosmic Climb, We are the Gods, Wild Dancing, Give it 2 Me, Time to Dance, Oh My!!!, On the Street, Shake, Let's go Dancing (feat. Otto von Wernherr - pubblicate a partire dal 1986)
- 1983 Promises Promises (7"/12" Mix) (Naked Eyes feat. Madonna - Mix pubblicati nel 2001)
- 1984 Sidewalk Talk (Jellybean feat. Catharine Buchanan & Madonna)
- 1986 Each Time You Break My Heart (Nick Kamen feat. Madonna)
- 1986 Into the Groove(y): cover del gruppo Ciccone Youth dove appaiono versi di Madonna prelevati dalla versione originale
- 1988 Tell Me (Nick Kamen feat. Madonna)
- 1988 Sheherazade (Peter Cetera feat. Madonna con lo pseudonimo Lulu Smith)
- 1991 Get Over (Nick Scotti feat. Madonna)
- 1991 Queen's English (Jose & Luis feat. Madonna)
- 1993 Just a Dream (Donna De Lory feat. Madonna)
- 1993 Mad Mod: presenza di campionamenti vocali da Like a Virgin e Like a Prayer nella track del compositore John Oswald, viene accreditata con lo pseudonimo Dame Conic Cannon
- 1996 Guilty by Association (Joe Henry feat. Madonna)
- 1999 Be Careful (Cuidado con mi corazón) (Ricky Martin feat. Madonna)
- 2003 Me Against the Music (Britney Spears feat. Madonna)
- 2003 Don't wanna loose this Groove: rielaborazione su base originale di Into the Groove interpretata dalla cantante Dannii Minogue dove viene usato un verso di Madonna prelevato dalla versione originale.
- 2007 Sing (Annie Lennox feat. Madonna ed altri artisti)
- 2018 God Is a Woman  (Ariana Grande cameo vocale di Madonna)
- 2020 Levitating  (Dua Lipa feat. Madonna e Missy Elliott)

### Collaborazioni con altri artisti come autrice
- 1988 Possessive Love: brano composto per l'album Like a Prayer ceduto alla cantante Marilyn Martin per il suo album This is Serious.
- 1996 Love won't wait: brano composto nel 1994 ceduto poi al cantante Gary Barlow
- 2004 Mi Abbandono a te: brano composto per l'album Ray of Light, intitolato Like a Flower, ceduto poi alla cantante Laura Pausini che l'ha inciso anche in spagnolo.
- 2006 Come Closer: canzone scritta da Madonna con David Foster nel 1995 per l'album Something to Remember mai pubblicata, nel 2006 fu pubblicata dal gruppo Tilt per il loro album Vaults. La versione originale della canzone si intitolava I Cant' Forget. Successivamente fu anche pubblicata da parte della cantante Angelina Di Castro per il suo album Beautiful Feeling.
- 2007 Alone Again: canzone scritta da Madonna e interpretata dalla cantante Kylie Minogue che la usa come colonna sonora per il suo film/documentario autobiografico White Diamond.

### Collaborazioni di altri artisti
Elenco delle collaborazioni di altri artisti noti presenti nei suoi album o singoli:
- 1986 Papa don't Preach, Where's the party, True Blue, La isla Bonita, Love makes the world go round (la cantante Siedah Garrett partecipa ai cori)
- 1989 Love Song (feat. Prince)
- 1990 Now I'm Following You (feat. Warren Beatty)
- 1990 What Can You Lose (feat. Mandy Patinkin)
- 1990 Justify My Love (feat. Lenny Kravitz)
- 1992 Did You Do It (feat. Mark Goodman & Dave Murphy)
- 1994 I'd Rather Be Your Lover (feat. Me'Shell NdegeOcello) (una versione demo è cantata in duetto con Tupac Shakur)
- 1994 Forbidden Love (feat. Babyface)
- 1994 Take a Bow (feat. Babyface)
- 1995 I Want You (feat. Massive Attack)
- 1996 Evita soundtrack (duetti con Antonio Banderas, Jonathan Pryce e Jimmy Nail )
- 2000 American Pie (feat. Rupert Everett)
- 2000 What It Feels Like for a Girl (Above & Beyond Remix - feat. Charlotte Gainsbourg)
- 2003 American Life (feat. Missy Elliott) (pubblicata nel maxy singolo)
- 2003 Into the Hollywood Groove (feat. Missy Elliott)
- 2003 Like A Virgin/Hollywood Medley (feat. Christina Aguilera e Britney Spears)
- 2006 Sorry (PSP Maxi-Mix) (il singolo estratto dall'album Confessions on a Dance Floor contiene un remix dei Pet Shop Boys utilizzato come interludio per il Confessions Tour).
- 2008 Dance 2night (feat. Justin Timberlake)
- 2008 Candy Shop (feat. Pharrell Williams)
- 2008 She's Not Me (feat. Pharrell Williams)
- 2008 Beat Goes On (feat. Kanye West)
- 2008 Voices (feat. Justin Timberlake)
- 2008 Devil Wouldn't Recognize You (feat. Justin Timberlake)
- 2008 4 Minutes (feat. Justin Timberlake & Timbaland)
- 2008 Give It 2 Me (feat. Pharrell Williams)
- 2009 Celebration (feat. Akon) (pubblicata solo su singolo)
- 2009 Revolver (feat. Lil Wayne)
- 2012 Give Me All Your Luvin' (feat. M.I.A. and Nicki Minaj)
- 2012 Give Me All Your Luvin' (Party Rock Remix) (feat.Nicki Minaj e LMFAO)
- 2012 I Don't Give A (feat.Nicki Minaj)
- 2012 B-Day Song (feat. M.I.A.)
- 2015 Bitch I'm Madonna (feat.Nicki Minaj)
- 2015 Iconic (feat. Chance the Rapper & Mike Tyson)
- 2015 Veni Vidi Vici (feat.Nas)
- 2019 Medellín (feat. Maluma)
- 2019 Future (feat. Quavo)
- 2019 Crave (feat. Swae Lee)
- 2019 Faz gostoso (feat. Anitta)

## Canzoni inedite, demo o non pubblicate
Madonna ha inciso una grande quantità di canzoni che non sono mai state pubblicate su album o commercializzate. Alcune di queste sono state date ad altri artisti per l'incisione. L'elenco comprende registrazioni che non sono state pubblicate a fini commerciali o promozionali da un'etichetta discografica, versioni demo documentate di brani non pubblicati in alcuna forma, prime versioni demo di brani successivamente pubblicati in cui vi è una differenza sostanziale, nel testo o nella melodia, rispetto alle versioni incise.

### Anni 1980
- Warning Signs (Madonna, Stephen Bray) scritta per la colonna sonora del film Crazy For You
- Desperately Seeking Susan (Madonna, Stephen Bray) scritta per la colonna sonora del film omonimo
- Working My Fingers To The Bone (Madonna, Stephen Bray) scritta per l'album True Blue
- Pipeline (Madonna, Stephen Bray) scritta per l'album True Blue
- Love Attack (Madonna, Patrick Leonard) scritta per l'album True Blue
- First There's a Kiss (Madonna, Patrick Leonard) scritta per l'album True Blue: in un'intervista del 1989 per il magazine Bravo, Madonna conferma l'esistenza di questa canzone che ha come tema la perdita dei suoi amici a causa dell'AIDS
- Angels With Dirty Faces, scritta per l'album Like A Prayer

### Anni 1990
- Dick Tracy (Patrick Leonard) scritta per l'album I'm Breathless
- Dog House (Madonna, Andy Paley) scritta per l'album I'm Breathless
- To Love You (Madonna, Andy Paley) scritta per l'album I'm Breathless
- Love Hurts, è la prima versione di Erotica, con melodia e testo notevolmente diversi
- Dear Father (Madonna, André Betts, Mic Murphy) scritta per l'album Erotica
- You Are The One (Madonna, Shep Pettibone, Tony Shimkin) scritta per l'album Erotica
- Shame (Madonna, Shep Pettibone, Tony Shimkin) scritta per l'album Erotica
- Jitterbug (Madonna, Shep Pettibone) scritta per la colonna sonora del film Ragazze Vincenti
- Goodtime (Madonna, Shep Pettibone) scritta per l'album Bedtime Stories
- Tongue Tied (Madonna, Shep Pettibone) scritta per l'album Bedtime Stories
- Bring It (Madonna, Shep Pettibone) scritta per l'album Bedtime Stories
- Right On Time (Madonna, Dallas Austin) scritta per l'album Bedtime Stories
- You'll Stay (Madonna, Patrick Leonard) scritta per l'album Something to Remember
- Gone, Gone, Gone (Madonna, Rick Nowels) scritta per l'album Ray Of Light: il brano fu inciso quando ancora William Orbit non era entrato a far parte della produzione dell'album e fu poi scartato dalla tracklist. Il brano verrà pubblicato il 25 luglio 2025 nell'album di remix Veronica Electronica.
- Revenge (Madonna, Greg Fitzgerald, Rick Nowels) scritta per l'album Ray Of Light: un'altra collaborazione con Nowels per l'album Ray Of Light prima dell'intervento di William Orbit nel progetto
- Regfresando (Madonna, Patrick Leonard) scritta per l'album Ray Of Light
- I'll Be Gone (Madonna, Babyface)
- Never Love A Stranger (Madonna, Babyface)

### Anni 2000
- Like an Angel Passing Through My Room, cover di un brano degli ABBA, arrangiato da William Orbit e inciso per l'album Music
- Little Girl/La Petite Jeune Fille (Madonna, William Orbit) scritta per l'album Music
- Liquid Love (Madonna, William Orbit) scritta per l'album Music; dopo essere stata scartata dal progetto Orbit utilizzò la traccia strumentale e la pubblicò con il titolo Bubble Universe nel suo album Hello Waveforms del 2006
- Run (Madonna, William Orbit) scritta per l'album Music
- Arioso (Madonna, William Orbit): demo registrato durante le sessioni per l'album Music, basato sul brano Arioso (Adagio in G) tratto dalla Cantata BWV 156 di Bach, rielaborata elettronicamente secondo lo stile di William Orbit. Una parte del demo fu rielaborata per il brano Wonderland, sigla dell'omonima serie televisiva americana
- The Funny Song (Oh Dear Daddy) (Madonna) eseguita dal vivo durante il Drowned World Tour del 2001
- The Game (Madonna, Mirwais) scritta per l'album American Life
- Miss You (Madonna, Mirwais) scritta per l'album American Life
- Set the Right (Madonna, Mirwais) scritta per l'album American Life
- React (Madonna, Mirwais) scritta per l'album American Life
- I'm In Love With Love (Madonna, Mirwais, Monte Pittman), considerata la sua somiglianza con la prima versione di I Love New York, questa traccia fu composta probabilmente durante il "Re-Invention Tour"
- Miss You, scritta per il musical Hello Suckers (mai realizzato)
- If You Go Away, rifacimento del brano Ne me quitte pas di Jacques Brel, incisa per il musical Hello Suckers (mai realizzato)
- Curtain, scritta per il musical Hello Suckers (mai realizzato)
- Is this Love (Bon D'Accord), scritta per il musical Hello Suckers (mai realizzato)
- Keep the Trance (Madonna, Mirwais) scritta per l'album Confessions on a Dance Floor. Alcune strofe di questa canzone sono state riutilizzate per il brano Hey You, mentre la parte musicale è stata rielaborata e utilizzata per il brano degli Yas Get It Right, prodotto da Mirwais
- Triggering (Madonna, Mirwais) scritta per l'album Confessions on a Dance Floor
- Across The Sky (Madonna, Justin Timberlake, Danja, Timbaland) scritta per l'album Hard Candy ma scartata dalla tracklist poco prima della pubblicazione, probabilmente perché troppo simile a 4 Minutes . Contiene una traccia vocale di Justin Timberlake e una di Timbaland
- Animal (Madonna, Timbaland) scritta per l'album Hard Candy
- Lela Pala Tute (Madonna, Justin Timberlake, Danja, Timbaland) scritta per l'album Hard Candy: il ritornello è in lingua romaní e include strofe del brano Pala Tute dei Gogol Bordello. Una parte del brano veniva eseguita durante l'esecuzione di La Isla Bonita nel corso dello Sticky & Sweet Tour del 2008/2009 e al Live Earth del 2007
- The Beat Is So Crazy (Madonna, Pharrell Williams) scritta per l'album Hard Candy, è stata poi scartata e data a Eve, che la incise (con un coro di Madonna e un breve cameo di Pharrell Williams) per inserirla nel suo album "Here I Am", che però non fu mai pubblicato

### Anni 2010
- Bang Bang Boom (Madonna, William Orbit, Priscilla Hamilton, Keith Harris, Jean-Baptiste, Mika) prima versione di Gang Bang, dell'album MDNA. La traccia contiene alcune strofe della versione definitiva, ma la composizione è completamente diversa e l'intonazione delle parti vocali è molto differente, con uno stile molto simile alle composizioni di Mika
- Baby (feat. M.I.A.) registrata per l'album MDNA
- Wash All Over Me. prod. Avicii, scritta per l'album Rebel Heart
- Borrowed Time, prod. Avicii, scritta per l'album Rebel Heart
- Messiah, scritta per l'album Rebel Heart
- Revolution, scritta per l'album Rebel Heart
- Back That Up (Do It), feat. Pharrell Williams, scritta per l'album Rebel Heart
- Beautiful Scars, scritta per l'album Rebel Heart
- Best Night, scritta per l'album Rebel Heart
- Body Shop, scritta per l'album Rebel Heart
- God Is Love, scritta per l'album Rebel Heart
- Graffiti Heart, scritta per l'album Rebel Heart
- Holy Water, scritta per l'album Rebel Heart
- Nothing Lasts Forever, scritta per l'album Rebel Heart
- Tragic Girl, scritta per l'album Rebel Heart
- Freedom, scritta per l'album Rebel Heart
- Never Let You Go, scritta per l'album Rebel Heart
- Two Steps Behind Me, scritta per l'album Rebel Heart
- Trust No Bitch, scritta per l'album Rebel Heart
- Queen, scritta per l'album Rebel Heart
- Heaven, scritta per l'album Rebel Heart
- Take a Day, scritta per l'album Rebel Heart
- Score, scritta per l'album Rebel Heart

## Videografia
La videografia di Madonna comprende 67 video musicali, nove video live, due cofanetti, due documentari, quattro video singoli, quattro video promozionali e quattro video compilation.

### Video musicali
| Anno | Videoclip                                     | Regia | Note |
| ---- | --------------------------------------------- | --- | --- |
| 1982 | Everybody                                     | Ed Steinberg | – |
| 1983 | Burning Up                                    | Steve Barron | – |
| 1983 | Holiday                                       | – | – |
| 1984 | Borderline                                    | Mary Lambert | – |
| 1984 | Lucky Star                                    | Arthur Pierson | – |
| 1984 | Like a Virgin (Live MTV VMAs 1984)            | – | – |
| 1984 | Like a Virgin                                 | Mary Lambert | – |
| 1985 | Material Girl                                 | Mary Lambert | – |
| 1985 | Crazy For You                                 | Harold Becker | – |
| 1985 | Into the Groove                               | Susan Seidelman, Egbert van Hees                                                                                                   | – |
| 1985 | Dress You Up                                  | Daniel Kleinman (come Danny Kleinman), James Foley                                                                                 | – |
| 1985 | Dress You Up (Extended Fan Version)           | – | performance live inserita nella videografia ufficiale del canale YouTube                                            |
| 1985 | Gambler                                       | Harold Becker | – |
| 1986 | Live To Tell                                  | James Foley (come Peter Percher)                                                                                                   | – |
| 1986 | Papa Don't Preach                             | James Foley (come Peter Percher)                                                                                                   | – |
| 1986 | True Blue                                     | James Foley | non compare nella versione degli USA perché si trattava di un video fatto dai vincitori del programma Make My Video |
| 1986 | Open Your Heart                               | Jean-Baptiste Mondino | – |
| 1987 | La Isla Bonita                                | Mary Lambert | – |
| 1987 | Who's That Girl                               | Peter Rosenthal, James Foley | – |
| 1987 | Causing a Commotion                           | – | – |
| 1987 | The Look of Love                              | James Foley | – |
| 1989 | Like a Prayer                                 | Mary Lambert | – |
| 1989 | Express Yourself                              | David Fincher | – |
| 1989 | Cherish                                       | Herb Ritts | – |
| 1989 | Oh Father                                     | David Fincher | – |
| 1989 | Dear Jessie                                   | Derek W. Hayes | – |
| 1990 | Vogue                                         | David Fincher | – |
| 1990 | Hanky Panky                                   | – | – |
| 1990 | Holiday (Blond Ambition Tour)                 | – | – |
| 1990 | Like a Virgin (Live At Blond Ambition Tour)   | – | – |
| 1990 | Justify My Love                               | Jean-Baptiste Mondino | – |
| 1992 | This Used To Be Me Playground                 | Alek Keshishian | – |
| 1992 | Erotica                                       | Fabien Baron | – |
| 1992 | Deeper And Deeper                             | Bobby Woods | – |
| 1993 | Bad Girl                                      | David Fincher | – |
| 1993 | Fever                                         | Stephane Sednaoui | – |
| 1993 | Rain                                          | Mark Romanek | – |
| 1994 | I'll Remember                                 | Alek Keshishian | – |
| 1994 | Secret                                        | Melodie McDaniel | – |
| 1994 | Take a Bow                                    | Michael Haussman | – |
| 1995 | Bedtime Story                                 | Mark Romanek | – |
| 1995 | Human Nature                                  | Jean-Baptiste Mondino | – |
| 1995 | I Want You                                    | Earle Sebastian | – |
| 1995 | You'll See                                    | Michael Haussman | – |
| 1995 | Verás                                         | Michael Haussman | versione spagnola di "You'll See"                                                                                   |
| 1996 | Love Don't Live Here Anymore                  | Jean-Baptiste Mondino | versione remix del brano tratto dall'album Like A Virgin                                                            |
| 1996 | You Must Love Me                              | Alan Parker | video promo della colonna sonora di Evita                                                                           |
| 1997 | Don't Cry For Me Argentina                    | Alan Parker (non accreditato) | - |
| 1997 | Another Suitcase in Another Hall              | Alan Parker | - |
| 1998 | Frozen                                        | Chris Cunningham | - |
| 1998 | Ray of Light                                  | Jonas Åkerlund | - |
| 1998 | Drowned World/Subtitute For Love              | Walter A. Stern | - |
| 1998 | The Power Of Good-Bye                         | Matthew Rolston | - |
| 1999 | Nothing Really Matters                        | Johan Renck | - |
| 1999 | Beautiful Stranger                            | Brett Ratner | - |
| 2000 | American Pie                                  | Philipp Stölzl | - |
| 2000 | Music                                         | Jonas Åkerlund | - |
| 2000 | Don't Tell Me                                 | Jean-Baptiste Mondino | - |
| 2001 | What It Feels Like For a Girl                 | Guy Ritchie | - |
| 2001 | Thunderpuss GHV2 Megamix                      | - | - |
| 2001 | Paradise (Not For Me)                         | - | solo per il Drowned World Tour                                                                                      |
| 2002 | Die Another Day                               | Mats Lindberg (come Traktor), Pontus Löwenhielm (come Traktor) Ole Sanders (come Traktor), Traktor                                 | - |
| 2003 | American Life                                 | Jonas Åkerlund | versione censurata                                                                                                  |
| 2003 | American Life (Director's Cut)                | Jonas Åkerlund | versione originale                                                                                                  |
| 2003 | Hollywood                                     | Jean-Baptiste Mondino | – |
| 2003 | Me Against the Music                          | Paul Hunter (non accreditato) | – |
| 2003 | Love Profusion                                | Luc Besson | – |
| 2003 | Bedtime Story (Live At Re-Invention Tour)     | – | – |
| 2005 | Hung Up                                       | Johan Renck | – |
| 2006 | Sorry                                         | Jamie King | – |
| 2006 | Get Together 1                                | Han Lee (come Logan) Logan Philip Shtoll (come Logan) Brian Won (come Logan) Arya Senboularaj (come Arya Senboutaraj) (come Logan) | – |
| 2006 | Jump                                          | Jonas Åkerlund | – |
| 2006 | I Love New York                               | – | – |
| 2006 | Music Inferno                                 | – | video promo per il Confessions Tour insieme a Ray Of Light                                                          |
| 2007 | Hey You                                       | – | – |
| 2007 | Get Together 2                                | Eugene Riecansky | – |
| 2008 | 4 Minutes                                     | Jonas Euvremer (come Jonas & Francois), François Rousselet (come Jonas & Francois)                                                 | – |
| 2008 | Give It 2 Me                                  | Tom Munro, Nathan Rissman | – |
| 2008 | Miles Away                                    | Nathan Rissman | – |
| 2008 | Get Stupid                                    | – | solo per lo Sticky & Sweet Tour, diverso nelle parti del tour                                                       |
| 2008 | Get Stupid (Studio Version)                   | Steven Klein | – |
| 2008 | Die Another Day (Live At Sticky & Sweet Tour) | – | – |
| 2009 | Celebration (Benny Benassi Remix Edit)        | Jonas Åkerlund | – |
| 2010 | Revolver                                      | – | – |
| 2012 | Give Me All Your Luvin'                       | Megaforce | – |
| 2012 | Girl Gone Wild                                | Mert Alas, Mert & Marcus, Marcus Piggott                                                                                           | – |
| 2012 | Turn Up The Radio                             | Tom Munro | – |
| 2012 | Nobody Knows Me (Live at MDNA Tour)           | – | – |
| 2015 | Living For Love                               | Julien Choquart (come J.A.C.K.), Camille Hirigoyen (come J.A.C.K.)                                                                 | – |
| 2015 | Ghosttown                                     | Jonas Åkerlund | – |
| 2015 | Bitch I'm Madonna                             | Jonas Åkerlund | – |
| 2019 | Medellín                                      | Diana Kunst, Mau Morgó | – |
| 2019 | I Rise                                        | – | – |
| 2019 | Crave                                         | Nuno Xico | – |
| 2019 | Dark Ballet                                   | Emmanuel Adjei | – |
| 2019 | God Control                                   | Jonas Åkerlund | – |
| 2019 | Batuka                                        | Emmanuel Adjei | – |

### Album dal vivo
- 1985: Madonna Live - The Virgin Tour
- 1987: Who's That Girl - Live in Japan
- 1988: Ciao, Italia! - Live from Italy
- 1990: Blond Ambition - Japan Tour 90
- 1990: Live! - Blond Ambition World Tour 90
- 1994: The Girlie Show - Live Down Under
- 2001: Drowned World Tour 2001
- 2007: The Confessions Tour
- 2010: Sticky & Sweet Tour
- 2013: MDNA Tour
- 2017: Rebel Heart Tour
- 2021: Madame X: Music from the Theater Xperience

### Video Compilation
- 1984: Madonna
- 1990: The Immaculate Collection
- 1999: The Video Collection 93:99
- 2009: Celebration: The Video Collection

### Box
- 2000: The Ultimate Collection
- 2000: The Madonna Collection

### Video promozionali
- 1987: It's That Girl
- 1990: She's Breathless
- 1999: Rays of Light
- 2001: GHV2

### Documentari
- 1991: Truth or Dare
- 2006: I'm Going to Tell You a Secret
- 2021: Madame X

### Video singoli
- 1990: Justify My Love
- 1998: Ray of Light
- 2000: Music
- 2001: What It Feels Like for a Girl

## Tour
- 1985: The Virgin Tour*
- 1987: Who's That Girl Tour*
- 1990: Blond Ambition Tour*
- 1993: The Girlie Show Tour*
- 2001: Drowned World Tour*
- 2004: Re-Invention Tour*
- 2006: Confessions Tour**
- 2008: Sticky & Sweet Tour**
- 2012: MDNA Tour**
- 2015: Rebel Heart Tour
- 2019/2020: Madame X Tour
- 2023/2024: The Celebration Tour

(*) DVD del concerto disponibili solo su internet sugli store autorizzati da Madonna
(**) DVD del concerto disponibili sul mercato

### Tour promozionali
Inoltre sono stati realizzati anche dei minitour promozionali:
- 2001: Don't Tell Me Promo Tour
- 2003: American Life Promo Tour
- 2006: Hung Up Promo Tour
- 2008: Hard Candy Promo Tour